# John Opie
John Opie (Truro, Cornualles, 1761 - Londres, 6 de abril de 1807) fue un pintor inglés muy apreciado en su época por sus retratos, aunque también conocido por sus cuadros históricos. 

## Biografía

### Inicios
Opie nació en San Agnes, un  distrito minero, cerca a la ciudad de Truro en el condado de Cornualles, Inglaterra. Su interés por el dibujo inició a temprana edad, pero asimismo tenía inclinaciones académicas. A la edad de doce años había logrado obtener el magíster en Euclides e inauguró una escuela nocturna de aritmética y escritura. Antes de que transcurriera mucho tiempo, ya había obtenido el reconocimiento local por sus retratos; y en 1780 viajó a Londres, bajo el mecenazgo del doctor John Wolcot (conocido como el poeta Peter Pindar). Contrajo matrimonio con Amelia Opie, quien fue una notable escritora.
Opie fue presentado ante la sociedad como "La maravilla de Cornualles" (en inglés “The Cornish Wonder”), para definirlo como un genio autodidacta. Su presencia causó tanta sensación, que las carrozas de personas ricas bloqueaban la avenida en donde residía, y por mucho tiempo sus retratos fueron altamente demandados, pero este nivel de popularidad no duró mucho tiempo. 

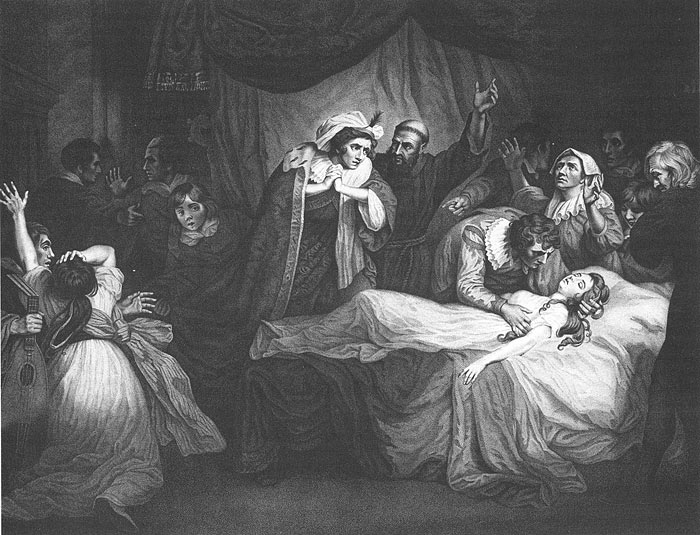
Romeo y Julieta (Acto VI, escena V) por John Opie para la Galería Boydell Shakespeare.

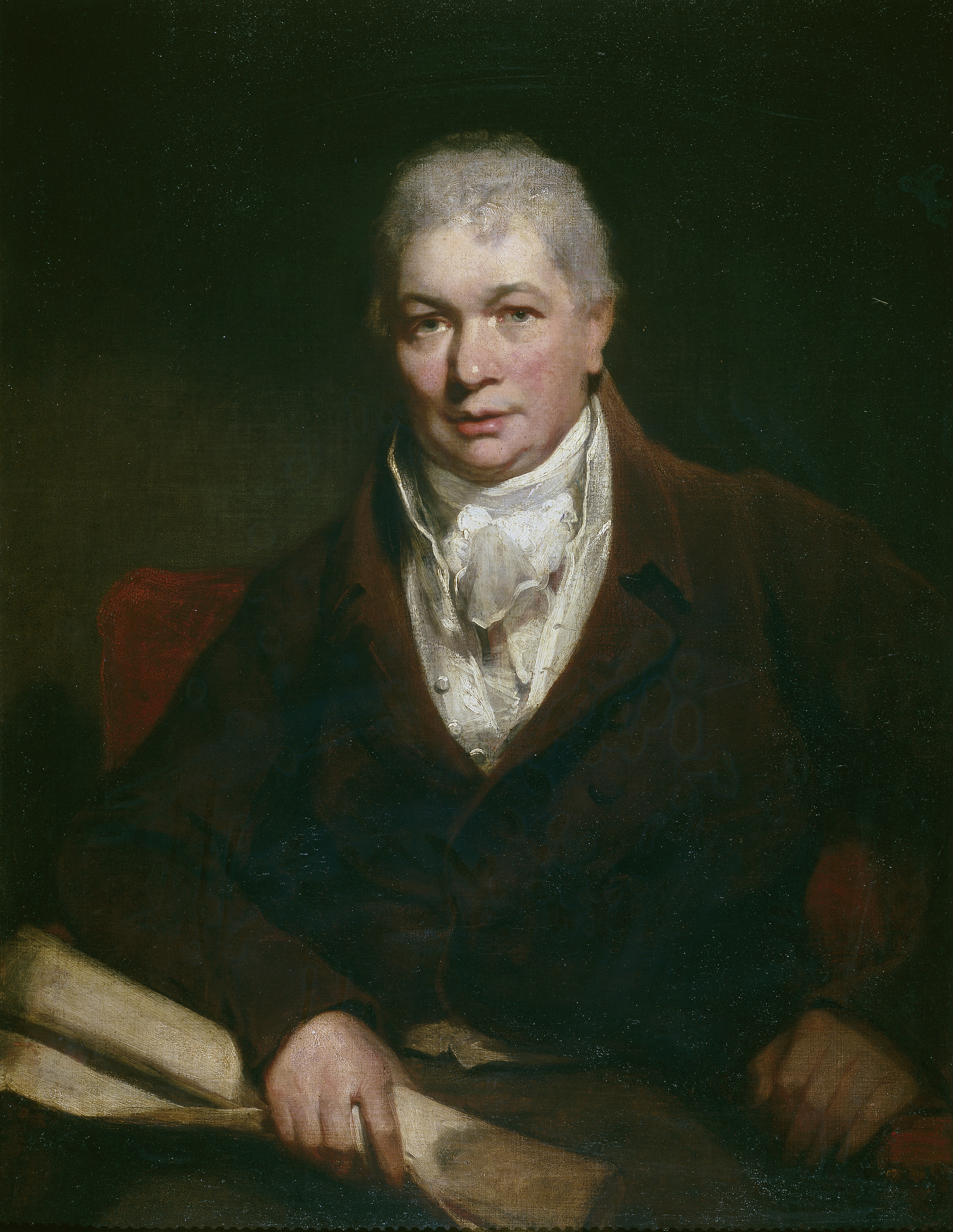
Retrato de caballero, Museo del Prado.

### Carrera artística
Por esta razón, decidió mejorar sus técnicas y empezó a trabajar con James Northcote quien expresó, “Algunos artistas pintan para vivir; Opie vive para pintar.” Al mismo tiempo, Opie decidió mejorar su temprana educación con estudios de latín, francés, y Literatura inglesa. Además, resolvió pulir sus modales provinciales, mezclándose en círculos de individuos cultos y académicos. En 1786, el exhibió su primera obra de arte histórica “El asesinato de Jacobo I de Inglaterra”, y el año siguiente el “Asesinato de Rizzio”. Esta última  obra pictórica fue reconocida con grandes ovaciones, y Opie fue elegido inmediatamente para ser asociado de la Royal Academy, y se convirtió en miembro completo en 1788. Asimismo, se le encargó que pintara cinco temáticas artísticas para la Galería Boydell Shakespeare, basadas en la obra del dramaturgo William Shakespeare. Estas pinturas fueron publicadas en la primera edición ilustrada Boydell de la obra de Shakespeare, y en el folio.
En España el Museo del Prado conserva una de sus obras, Retrato de caballero.